# Achterbahn
Achterbahn is een stalen aangedreven achtbaan in het Duitse Wunderland Kalkar. De achtbaan is van de constructeur Zamperla en is de enige achtbaan van het park.

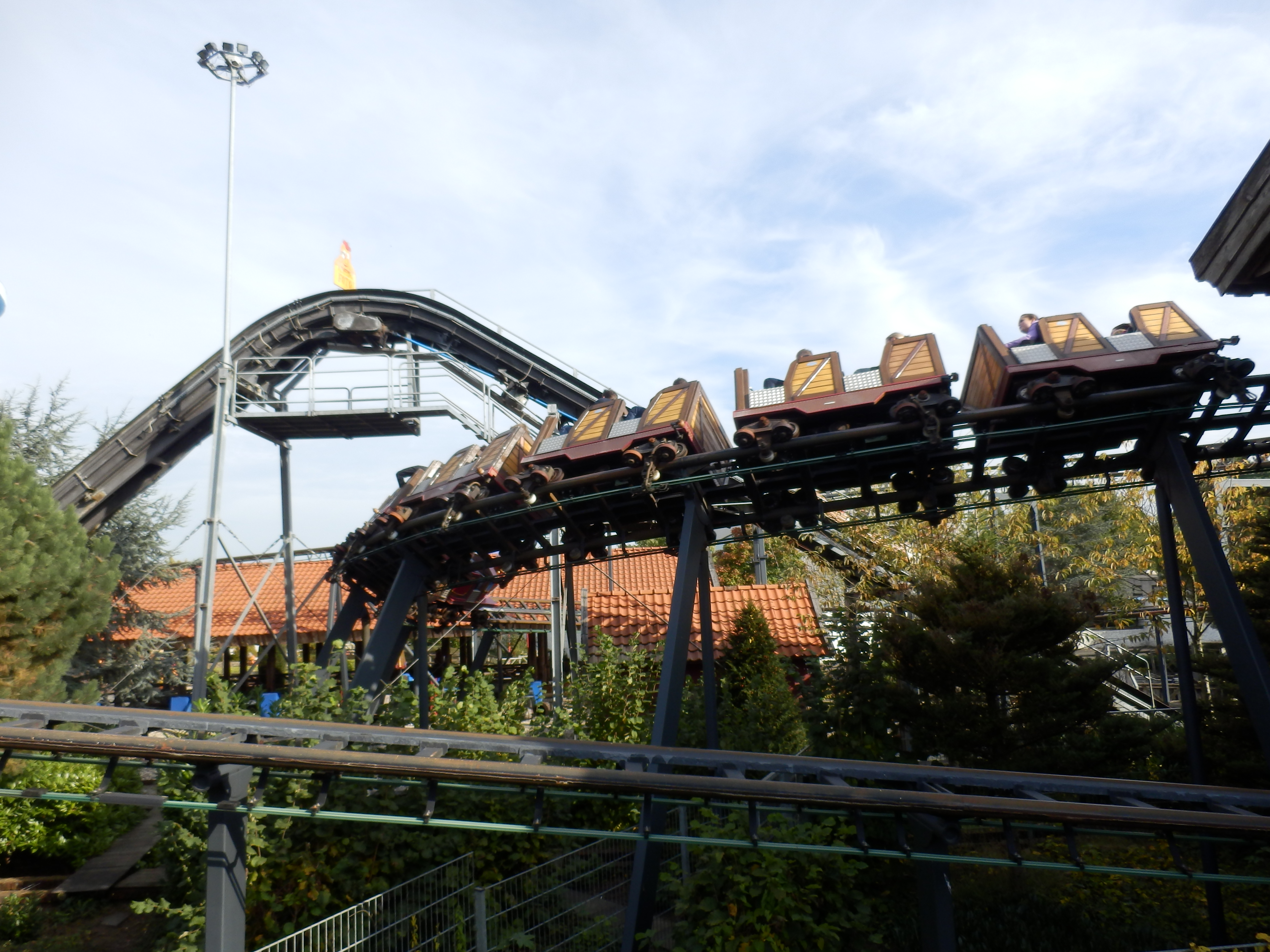
Een deel van de achtbaan met in het midden de lift van de boomstamattractie.